# Mafia parano
Pour plus de détails, voir Fiche technique et Distribution.
Mafia parano (Gun Shy) est un film américain réalisé par Eric Blakeney en 2000.
Le film suit un agent de la DEA qui a failli être descendu dans une mission d'infiltration de la Mafia ; il doit suivre une psychothérapie.

## Synopsis
Charles Mayo est l'un des meilleurs agents de la DEA, infiltrant les plus grands groupes mafieux, sans jamais se faire prendre. Mais au cours d'une de ses missions, qui s'est terminé en massacre, il manque de se faire tuer et en ressort marqué, à tel point qu'il doit suivre une psychothérapie. Traumatisé, il doit toutefois accomplir une nouvelle mission, où il rencontre un truand psychopathe, Fulvio. 
Il doit alors partager sa vie entre sa psychothérapie de groupe, où il s'est lié d'amitié avec les autres membres, sa récente relation avec Judy, une infirmière, et son enquête.

## Fiche technique
- Titre original : Gun Shy
- Réalisation et scénario : Eric Blakeney
- Producteurs : Sandra Bullock et Marc S. Fischer
- Production : Fortis Films et Hollywood Pictures
- Musique : Rolfe Kent
- Photographie : Tom Richmond
- Montage : Pamela Martin
- Casting : Laurel Smith
- Budget : 10 millions de dollars
- Durée : 101 min
- Pays :  États-Unis
- Langue : anglais
- Couleur : Color (Technicolor)
- Son : DTS / Dolby Digital / SDDS
- Classification :  Finlande : K-15 /  Islande : 12 /  Australie : M /  France : U /  Allemagne : 12 /  Norvège : 15 /  Royaume-Uni : 15 /  États-Unis : R (violence, langage grossier et nudité)/  Philippines : PG-13
- Dates de sortie en salles :
  -  États-Unis : 4 février 2000
  -  Belgique : 16 août 2000
  -  Royaume-Uni : 6 octobre 2000
  -  France : 5 décembre 2001

## Distribution
- Liam Neeson (VF : Bernard Métraux) : Charles 'Charlie' Mayeaux
- Oliver Platt (VF : Antoine Tomé) : Fulvio Nesstra
- José Zúñiga : Fidel Vaillar
- Michael DeLorenzo (en) (VF : Gérard Darier) : Estuvio Clavo
- Andrew Lauer (VF : Arnaud Bedouet) : Jason Cane
- Richard Schiff : Elliott
- Paul Ben-Victor (VF : François Siener) : Howard
- Gregg Daniel (VF : Jean-Paul Pitolin) : Jonathan
- Ben Weber (VF : Franck Capillery) : Mark
- Sandra Bullock (VF : Anneliese Fromont) : Judy Tipp
- Mary McCormack (VF : Anne Jolivet) : Gloria Minetti Nesstra
- Michael Mantell (VF : Bernard Alane) : Dr. Jeff Bleckner
- Mitch Pileggi (VF : Jean-Luc Kayser) : Dexter Helvenshaw
- Louis Giambalvo (VF : Jean-François Aupied) : Lonny Ward
- Rick Peters : Bennett